# Herbert B. Powell

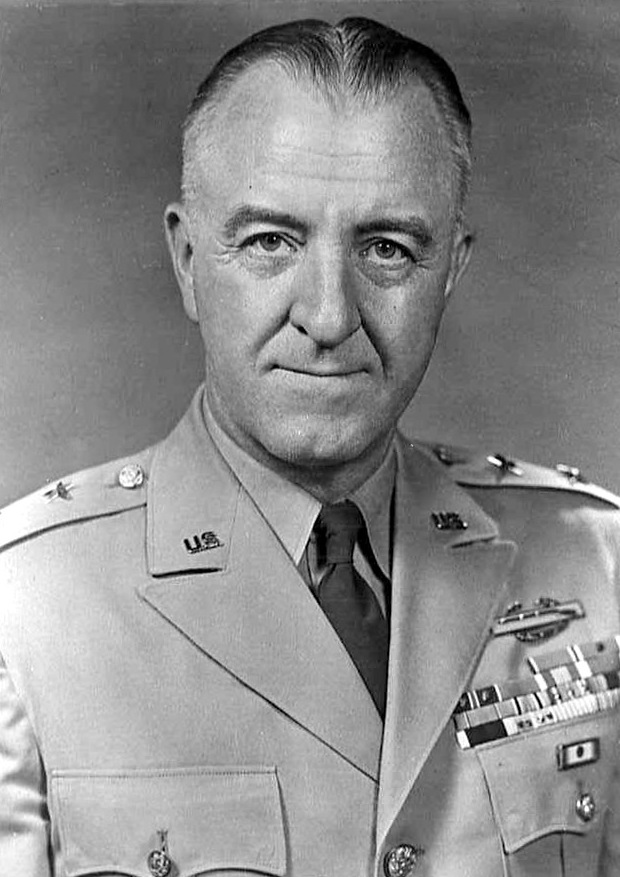
Herbert B. Powell

Herbert Butler Powell (* 13. Juli 1903 in Monmouth, Polk County, Oregon; † 3. April 1998 in Williamsburg, Virginia) war ein General der United States Army und Diplomat. Er kommandierte unter anderem die 3. Armee. Außerdem war er amerikanischer Botschafter in Neuseeland.
Herbert Powell besuchte die öffentlichen Schulen seiner Heimat und trat im Jahr 1919 als einfacher Soldat der Nationalgarde von Oregon bei, in der er es bis zum Feldwebel brachte. Später studierte er an der University of Oregon das Fach Journalismus. Nach Beendigung seines Studiums wurde er im Jahr 1927 in das Offizierskorps des US-Heeres aufgenommen, wo er vom Leutnant bis zum Viersterne-General aufstieg.
In seinen jüngeren Jahren absolvierte er den üblichen Dienst für junge Offiziere an verschiedenen Einheiten und Standorten. Während des Zweiten Weltkriegs war Powell Stabschef bei der 75. Infanteriedivision. Mit dieser Einheit war er auf dem europäischen Kriegsschauplatz eingesetzt. Seine Einheit gehörte zu den Truppen, die Frankreich befreiten und nach Deutschland vordrangen. Zwischenzeitlich war Powell mit seiner Einheit auch an der Abwehr der deutschen Ardennenoffensive beteiligt.
Während des Koreakriegs kommandierte Herbert Powell das 17. Infanterieregiment. In den Jahren von 1954 bis 1956 hatte er den Oberbefehl über die 25. Infanteriedivision, die im Herbst 1954 aus Südkorea zurück nach Hawaii verlegt wurde. Von April bis Juli 1956 kommandierte er die United States Army Pacific, die in jenen Jahren wesentlich anders als heute organisiert war. Weitere Kommandos hatte Powell unter anderem als Leiter der United States Army Infantry School. Zudem war er stellvertretender Kommandeur der in Fort Monroe stationierten Reserveeinheiten.
Von März bis September 1960 kommandierte er die 3. Armee. Sein letztes Kommando hatte er über den U.S. Continental Army Command in Fort Monroe in Virginia. Im Jahr 1963 schied General Powell aus dem aktiven Militärdienst aus.
Nach seinem Abschied vom Militär wurde Herbert Powell im diplomatischen Dienst der Bundesregierung tätig. In den Jahren von 1963 bis 1967 war er amerikanischer Botschafter in Neuseeland und Samoa. Danach schied er endgültig aus dem öffentlichen Dienst aus. Er starb am 3. April 1998 in Williamsburg in Virginia und wurde auf dem Nationalfriedhof Arlington beigesetzt.

## Orden und Auszeichnungen
Herbert Powell erhielt im Lauf seiner militärischen Laufbahn unter anderem folgende Auszeichnungen:
- Distinguished Service Cross
- Army Distinguished Service Medal
- Legion of Merit (2-Mal)
- Bronze Star Medal (2-Mal)
- Air Medal
- Purple Heart